# Fußball-Oberliga 2016/17
Die Fußball-Oberliga 2016/17 war die neunte Saison der Oberliga als fünfthöchste Spielklasse im Fußball in Deutschland.

## Oberligen
| Oberliga                                                 | Mannschaften       | Meister                                          |
| -------------------------------------------------------- | ------------------ | ------------------------------------------------ |
| Oberliga Baden-Württemberg 2016/17                       | 18                 | SC Freiburg II                                   |
| Bayernliga 2016/17 in zwei Staffeln (Nord und Süd)       | 18 (Nord) 18 (Süd) | VfB Eichstätt (Nord) SV Pullach (Süd)            |
| Bremen-Liga 2016/17                                      | 16                 | Bremer SV                                        |
| Oberliga Hamburg 2016/17                                 | 18                 | TuS Dassendorf                                   |
| Hessenliga 2016/17                                       | 17                 | SC Hessen Dreieich                               |
| Mittelrheinliga 2016/17                                  | 16                 | FC Wegberg-Beeck                                 |
| Oberliga Niederrhein 2016/17                             | 18                 | KFC Uerdingen 05                                 |
| Oberliga Niedersachsen 2016/17                           | 16                 | SSV Jeddeloh                                     |
| Oberliga Nordost 2016/17 in zwei Staffeln (Nord und Süd) | 16 (Nord) 16 (Süd) | VSG Altglienicke (Nord) BSG Chemie Leipzig (Süd) |
| Oberliga Rheinland-Pfalz/Saar 2016/17                    | 18                 | TSV Schott Mainz                                 |
| Schleswig-Holstein-Liga 2016/17                          | 18                 | Eutin 08                                         |
| Oberliga Westfalen 2016/17                               | 18                 | TuS Erndtebrück                                  |

## Aufstieg und Relegation zur Regionalliga

### Regionalliga Bayern
Folgende Mannschaften qualifizierten sich direkt für die Regionalliga Bayern 2017/18:
- Meister (bzw. bestplatzierte aufstiegsberechtigte Mannschaften) der Bayernliga
  -  VfB Eichstätt (Nord)
  -  FC Unterföhring (Süd)

Folgende Mannschaften qualifizierten sich für die Relegation:
- Tabellen-15. und Tabellen-16. (bzw. die beiden in der Tabelle vor den Direktabsteigern stehenden Mannschaften) der Regionalliga Bayern
  -  SpVgg Greuther Fürth II
  -  SV Seligenporten
- Vizemeister (bzw. zweitbestplatzierte aufstiegsberechtigte Mannschaften) der Bayernliga
  -  Viktoria Aschaffenburg (Nord)
  -  FC Pipinsried (Süd)

#### Relegation
In der Relegation wurden zunächst im K.-o.-System zwei weitere Regionalliga-Teilnehmer ermittelt.
Spiel 1
| Datum                   |                        | Ergebnis  | !Austragungsort                                           |
| ----------------------- | ---------------------- | --------- | --------------------------------------------------------- |
| 1. Juni 2017, 18:30 Uhr | Viktoria Aschaffenburg | 0:2 (0:1) | SV Seligenporten \|\|Aschaffenburg, Stadion am Schönbusch |
| 5. Juni 2017, 16:00 Uhr | SV Seligenporten       | 0:1 (0:0) | Viktoria Aschaffenburg \|\|Pyrbaum, MAR Arena             |
| Gesamt:                 | Viktoria Aschaffenburg | 1:2       | SV Seligenporten                                          |

Spiel 2
| Datum                   |                         | Ergebnis                  | !Austragungsort                                                               |
| ----------------------- | ----------------------- | ------------------------- | ----------------------------------------------------------------------------- |
| 1. Juni 2017, 18:30 Uhr | FC Pipinsried           | 1:1 (1:1)                 | SpVgg Greuther Fürth II \|\|Pipinsried, Stadion an der Reichertshauser Straße |
| 5. Juni 2017, 16:00 Uhr | SpVgg Greuther Fürth II | 2:3 n. V. (1:1, 1:1, 1:1) | FC Pipinsried \|\|Fürth, Sportpark Ronhof                                     |
| Gesamt:                 | FC Pipinsried           | 4:3                       | SpVgg Greuther Fürth II                                                       |

Da sich die SpVgg Unterhaching als Vertreter der Regionalliga Bayern in den Aufstiegsspielen zur 3. Liga durchsetzen konnte, spielten die Verlierer noch einen weiteren Regionalliga-Teilnehmer aus.
Spiel 3
| Datum                    |                         | Ergebnis  | !Austragungsort                                                  |
| ------------------------ | ----------------------- | --------- | ---------------------------------------------------------------- |
| 8. Juni 2017, 18:30 Uhr  | Viktoria Aschaffenburg  | 3:4 (0:4) | SpVgg Greuther Fürth II \|\|Aschaffenburg, Stadion am Schönbusch |
| 11. Juni 2017, 14:00 Uhr | SpVgg Greuther Fürth II | 1:1 (0:0) | Viktoria Aschaffenburg \|\|Fürth, Sportpark Ronhof               |
| Gesamt:                  | Viktoria Aschaffenburg  | 4:5       | SpVgg Greuther Fürth II                                          |

### Regionalliga Nord
Folgende Mannschaft qualifizierte sich direkt für die Regionalliga Nord 2017/18:
- Meister (bzw. bestplatzierte aufstiegsberechtigte Mannschaft) der Oberliga Niedersachsen
  -  SSV Jeddeloh

Folgende Mannschaften qualifizierten sich für die Aufstiegsrunde:
- Meister (bzw. bestplatzierte aufstiegsberechtigte Mannschaft) der Bremen-Liga
  -  Bremer SV
- Meister (bzw. bestplatzierte aufstiegsberechtigte Mannschaft) der Oberliga Hamburg
  -  Altona 93
- Meister (bzw. bestplatzierte aufstiegsberechtigte Mannschaft) der Schleswig-Holstein-Liga
  -  Eutin 08
- Vizemeister (bzw. zweitbestplatzierte aufstiegsberechtigte Mannschaft) der Oberliga Niedersachsen
  -  Eintracht Northeim

#### Aufstiegsrunde
In der Aufstiegsrunde wurden in einem Rundenturnier zwei weitere Regionalliga-Teilnehmer ermittelt.
Bei Punktgleichheit entschieden über die Tabellenplatzierung:
1. die Tordifferenz,
2. die Anzahl der erzielten Tore,
3. die im Anschluss an die Spiele ausgetragenen Elfmeterschießen.
| Datum                   |                    | Ergebnis              | !Austragungsort                                  |
| ----------------------- | ------------------ | --------------------- | ------------------------------------------------ |
| 28. Mai 2017, 15:00 Uhr | Eutin 08           | 1:0 (1:0) (7:6 i. E.) | Eintracht Northeim \|\|Eutin, Stadion am Waldeck |
| 28. Mai 2017, 15:00 Uhr | Bremer SV          | 0:1 (0:0) (8:7 i. E.) | Altona 93 \|\|Bremen, Stadion am Panzenberg      |
| 31. Mai 2017, 19:30 Uhr | Eintracht Northeim | 0:1 (0:1) (3:4 i. E.) | Altona 93 \|\|Celle, Walter-Bismark-Stadion      |
| 31. Mai 2017, 19:30 Uhr | Eutin 08           | 2:0 (0:0) (1:3 i. E.) | Bremer SV \|\|Drochtersen, Kehdinger Stadion     |
| 3. Juni 2017, 18:00 Uhr | Altona 93          | 0:0                   | Eutin 08 \|\|Hamburg, Adolf-Jäger-Kampfbahn      |
| 3. Juni 2017, 18:00 Uhr | Eintracht Northeim | 0:3 (0:2)             | Bremer SV \|\|Northeim, Gustav-Wegner-Stadion    |

| Pl. | Mannschaft         | Sp. | S | U | N | Tore    | Punkte |
| --- | ------------------ | --- | - | - | - | ------- | ------ |
| 1.  | Eutin 08           | 3   | 2 | 1 | 0 | 003:000 | 07     |
| 2.  | Altona 93          | 3   | 2 | 1 | 0 | 002:000 | 07     |
| 3.  | Bremer SV          | 3   | 1 | 0 | 2 | 003:300 | 03     |
| 4.  | Eintracht Northeim | 3   | 0 | 0 | 3 | 000:500 | 0      |

### Regionalliga Nordost
Folgende Mannschaften qualifizierten sich direkt für die Regionalliga Nordost 2017/18:
- Meister (bzw. bestplatzierte aufstiegsberechtigte Mannschaften) der Oberliga Nordost
  -  VSG Altglienicke (Nord)
  -  BSG Chemie Leipzig (Süd)

Da sich der FC Carl Zeiss Jena als Vertreter der Regionalliga Nordost in den Aufstiegsspielen zur 3. Liga durchsetzen konnte, spielten die beiden Vizemeister der Oberliga Nordost einen weiteren Regionalliga-Teilnehmer in Hin- und Rückspiel aus.
- Vizemeister (bzw. zweitbestplatzierte aufstiegsberechtigte Mannschaften) der Oberliga Nordost
  -  FSV Optik Rathenow (Nord)
  -  VfB Germania Halberstadt (Süd)

#### Aufstiegsrunde
| Datum                    |                          | Ergebnis  | !Austragungsort                                               |
| ------------------------ | ------------------------ | --------- | ------------------------------------------------------------- |
| 7. Juni 2017, 18:00 Uhr  | FSV Optik Rathenow       | 3:3 (3:1) | VfB Germania Halberstadt \|\|Rathenow, Stadion am Vogelgesang |
| 10. Juni 2017, 14:00 Uhr | VfB Germania Halberstadt | 3:1 (1:1) | FSV Optik Rathenow \|\|Halberstadt, Friedensstadion           |
| Gesamt:                  | FSV Optik Rathenow       | 4:6       | VfB Germania Halberstadt                                      |

### Regionalliga Südwest
Folgende Mannschaften qualifizierten sich direkt für die Regionalliga Südwest 2017/18:
- Meister (bzw. bestplatzierte aufstiegsberechtigte und mindestens viertplatzierte Mannschaft) der Oberliga Baden-Württemberg
  -  SC Freiburg II
- Meister (bzw. bestplatzierte aufstiegsberechtigte und mindestens viertplatzierte Mannschaft) der Hessenliga
  -  TSV Eintracht Stadtallendorf
- Meister (bzw. bestplatzierte aufstiegsberechtigte und mindestens viertplatzierte Mannschaft) der Oberliga Rheinland-Pfalz/Saar
  -  TSV Schott Mainz

Folgende Mannschaften qualifizierten sich für die Aufstiegsrunde:
- Vizemeister (bzw. zweitbestplatzierte aufstiegsberechtigte und mindestens viertplatzierte Mannschaft) der Oberliga Baden-Württemberg
  -  FSV 08 Bissingen
- Vizemeister (bzw. zweitbestplatzierte aufstiegsberechtigte und mindestens viertplatzierte Mannschaft) der Hessenliga
  -  Rot-Weiss Frankfurt
- Vizemeister (bzw. zweitbestplatzierte aufstiegsberechtigte und mindestens viertplatzierte Mannschaft) der Oberliga Rheinland-Pfalz/Saar
  -  SV Röchling Völklingen

#### Aufstiegsrunde
In der Aufstiegsrunde wurde in einem Rundenturnier ein weiterer Regionalliga-Teilnehmer ermittelt.
Bei Punktgleichheit entschieden über die Tabellenplatzierung:
1. die Tordifferenz,
2. die Anzahl der erzielten Tore,
3. das Los.
| Datum                   |                        | Ergebnis  | !Austragungsort                                                      |
| ----------------------- | ---------------------- | --------- | -------------------------------------------------------------------- |
| 24. Mai 2017, 19:00 Uhr | SV Röchling Völklingen | 1:0 (1:0) | FSV 08 Bissingen \|\|Völklingen, Hermann-Neuberger-Stadion           |
| 27. Mai 2017, 14:00 Uhr | FSV 08 Bissingen       | 4:0 (0:0) | Rot-Weiss Frankfurt \|\|Bietigheim-Bissingen, Stadion am Bruchwald   |
| 31. Mai 2017, 19:00 Uhr | Rot-Weiss Frankfurt    | 1:1 (0:0) | SV Röchling Völklingen \|\|Frankfurt am Main, Stadion am Brentanobad |

| Pl. | Mannschaft             | Sp. | S | U | N | Tore    | Punkte |
| --- | ---------------------- | --- | - | - | - | ------- | ------ |
| 1.  | SV Röchling Völklingen | 2   | 1 | 1 | 0 | 002:100 | 04     |
| 2.  | FSV 08 Bissingen       | 2   | 1 | 0 | 1 | 004:100 | 03     |
| 3.  | Rot-Weiss Frankfurt    | 2   | 0 | 1 | 1 | 001:500 | 01     |

### Regionalliga West
Folgende Mannschaften qualifizierten sich direkt für die Regionalliga West 2017/18:
- Meister (bzw. bestplatzierte aufstiegsberechtigte und mindestens drittplatzierte Mannschaft) der Mittelrheinliga
  -  FC Wegberg-Beeck
- Meister (bzw. bestplatzierte aufstiegsberechtigte und mindestens drittplatzierte Mannschaft) der Oberliga Niederrhein
  -  KFC Uerdingen 05
- Meister und Vizemeister (bzw. die beiden bestplatzierten aufstiegsberechtigten und mindestens viertplatzierten Mannschaften) der Oberliga Westfalen
  -  TuS Erndtebrück
  -  Westfalia Rhynern